# Oliver Gavin
Oliver Benjamin Gavin (* 29. September 1972 in Huntingdon) ist ein ehemaliger britischer Automobilrennfahrer.

## Karriere

### Monoposto
Oliver Gavin, der wie viele andere Rennfahrer seine Karriere im Kartsport begann, feierte einige Erfolge im Monoposto, ist aber vor allem als Sportwagenpilot bekannt. 1990 gewann er den McLaren Autosport BRDC Award 1995 wurde die Fachwelt zum ersten Mal auf ihn aufmerksam, als er die Britische-Formel-3-Meisterschaft gewann. Er fuhr 1996 in der ITC und später in der Formel 3000 und war einige Zeit Testfahrer beim Pacific-Formel-1-Team. Vor dem Engagement von Bernd Mayländer fuhr er von 1997 (seit dem Silverstone Grand Prix) bis 1999 das Safety Car der Formel 1.

### Sportwagen
Zurzeit ist Oliver Gavin für Chevrolet in der USCC (ehemals ALMS) engagiert. Bei den 24 Stunden von Le Mans war er seit 2001 13-mal am Start. Sein Debüt bei diesem 24-Stunden-Rennen gab er 2001 am Steuer eines Saleen S7R, gemeinsam mit dem mit deutscher Lizenz fahrenden Österreicher Franz Konrad und dem US-Amerikaner Terry Borcheller; das Trio erreichte der 26. Gesamtrang.
Seit 2002 ist Gavin Werksfahrer bei Corvette Racing und seither auf verschiedenen GT-Rennwagenmodellen der Chevrolet Corvette ununterbrochen in Le Mans am Start. In den Jahren 2004, 2005 und 2006 gewann der gemeinsam mit dem Monegassen Olivier Beretta und dem Dänen Jan Magnussen die LM-GT1-Klasse. 2006 wurde er Gesamtvierter; nur zwei Audi R10 TDI und der von Henri Pescarolo eingesetzte Pescarolo C60 waren damals schneller als das Corvette-Team.
Insgesamt hat der Brite bis zum Ablauf der Saison 2016 3 Gesamt- und 49 Klassensiege bei GT- und Sportwagenrennen gefeiert. Damit ist er einer der erfolgreichsten GT-Fahrer der Motorsportgeschichte. Am 1. November gab Oliver Gavin das Ende seiner 19 Jahre währenden Zusammenarbeit mit dem Ablauf der Saison 2020 bekannt. Er fuhr mehr als 200 Rennen als Corvette-Werkspilot und siegte 51-mal. Dazu kamen fünf Fahrertitel. Nach dem 6-Stunden-Rennen von Spa-Francorchamps 2021, das er bei seinem letzten Einsatz als Corvette-Werksfahrer als 18. der Gesamtwertung ins Ziel kam, beendete er seine Fahrerkarriere.

## Statistik

### Le-Mans-Ergebnisse
| Jahr | Team                  | Fahrzeug                    | Teamkollege       | Teamkollege        | Platzierung             | Ausfallgrund     |
| ---- | --------------------- | --------------------------- | ----------------- | ------------------ | ----------------------- | ---------------- |
| 2001 | Saleen-Allen Speedlap | Saleen S7R                  | Franz Konrad      | Terry Borcheller   | Rang 26                 |                  |
| 2002 | Corvette Racing       | Chevrolet Corvette C5-R     | Johnny O’Connell  | Ron Fellows        | Rang 11 und Klassensieg |                  |
| 2003 | Corvette Racing       | Chevrolet Corvette C5-R     | Kelly Collins     | Andy Pilgrim       | Rang 11                 |                  |
| 2004 | Corvette Racing       | Chevrolet Corvette C5-R     | Olivier Beretta   | Jan Magnussen      | Rang 6 und Klassensieg  |                  |
| 2005 | Corvette Racing       | Chevrolet Corvette C6.R     | Olivier Beretta   | Jan Magnussen      | Rang 5 und Klassensieg  |                  |
| 2006 | Corvette Racing       | Chevrolet Corvette C6.R     | Olivier Beretta   | Jan Magnussen      | Rang 4 und Klassensieg  |                  |
| 2007 | Corvette Racing       | Chevrolet Corvette C6.R     | Olivier Beretta   | Massimiliano Papis | Ausfall                 | Kraftübertragung |
| 2008 | Corvette Racing       | Chevrolet Corvette C6.R     | Olivier Beretta   | Massimiliano Papis | Rang 15                 |                  |
| 2009 | Corvette Racing       | Chevrolet Corvette C6.R     | Olivier Beretta   | Marcel Fässler     | Ausfall                 | Getriebeschaden  |
| 2010 | Corvette Racing       | Chevrolet Corvette C6 ZR1   | Olivier Beretta   | Emmanuel Collard   | Ausfall                 | Unfall           |
| 2011 | Corvette Racing       | Chevrolet Corvette C6.R     | Richard Westbrook | Jan Magnussen      | Ausfall                 | Unfall           |
| 2012 | Corvette Racing       | Chevrolet Corvette C6.R     | Richard Westbrook | Tommy Milner       | nicht klassiert         |                  |
| 2013 | Corvette Racing       | Chevrolet Corvette C6.R-ZR1 | Richard Westbrook | Tommy Milner       | Rang 22                 |                  |
| 2014 | Corvette Racing       | Chevrolet Corvette C7.R     | Richard Westbrook | Tommy Milner       | Rang 20                 |                  |
| 2015 | Corvette Racing-GM    | Chevrolet Corvette C7.R     | Jordan Taylor     | Tommy Milner       | Rang 17 und Klassensieg |                  |
| 2016 | Corvette Racing       | Chevrolet Corvette C7.R     | Jordan Taylor     | Tommy Milner       | Ausfall                 | Unfall           |
| 2017 | Corvette Racing       | Chevrolet Corvette C7.R     | Marcel Fässler    | Tommy Milner       | Rang 24                 |                  |
| 2018 | Corvette Racing       | Chevrolet Corvette C7.R     | Marcel Fässler    | Tommy Milner       | Ausfall                 | Motor überhitzt  |
| 2019 | Corvette Racing       | Chevrolet Corvette C7.R     | Marcel Fässler    | Tommy Milner       | Ausfall                 | Unfall           |

### Sebring-Ergebnisse
| Jahr | Team                      | Fahrzeug                  | Teamkollege        | Teamkollege       | Platzierung             | Ausfallgrund     |
| ---- | ------------------------- | ------------------------- | ------------------ | ----------------- | ----------------------- | ---------------- |
| 2001 | Konrad Team Saleen        | Saleen S7-R               | Franz Konrad       | Terry Borcheller  | Rang 6 und Klassensieg  |                  |
| 2002 | Corvette Racing           | Chevrolet Corvette C5-R   | Johnny O’Connell   | Ron Fellows       | Rang 9 und Klassensieg  |                  |
| 2003 | Corvette Racing           | Chevrolet Corvette C5-R   | Kelly Collins      | Andy Pilgrim      | Ausfall                 | Getriebeschaden  |
| 2004 | Corvette Racing           | Chevrolet Corvette C5-R   | Jan Magnussen      | Olivier Beretta   | Ausfall                 | Kupplungsschaden |
| 2005 | Corvette Racing           | Chevrolet Corvette C6.R   | Jan Magnussen      | Olivier Beretta   | Rang 6                  |                  |
| 2006 | Corvette Racing           | Chevrolet Corvette C6.R   | Jan Magnussen      | Olivier Beretta   | Rang 3 und Klassensieg  |                  |
| 2007 | Corvette Racing           | Chevrolet Corvette C6.R   | Massimiliano Papis | Olivier Beretta   | Rang 7 und Klassensieg  |                  |
| 2008 | Chevrolet Corvette Racing | Chevrolet Corvette C6.R   | Massimiliano Papis | Olivier Beretta   | Rang 10                 |                  |
| 2009 | Corvette Racing           | Chevrolet Corvette C6.R   | Marcel Fässler     | Olivier Beretta   | Rang 6                  |                  |
| 2010 | Corvette Racing           | Chevrolet Corvette C6.R   | Emmanuel Collard   | Olivier Beretta   | Rang 16                 |                  |
| 2011 | Corvette Racing           | Chevrolet Corvette C6-ZR1 | Jan Magnussen      | Richard Westbrook | Rang 14                 |                  |
| 2012 | Corvette Racing           | Chevrolet Corvette C6 ZR1 | Tommy Milner       | Richard Westbrook | Rang 20                 |                  |
| 2013 | Corvette Racing           | Chevrolet Corvette C6.R   | Tommy Milner       | Richard Westbrook | Rang 15 und Klassensieg |                  |
| 2014 | Corvette Racing           | Chevrolet Corvette C7.R   | Tommy Milner       | Robin Liddell     | Rang 17                 |                  |
| 2015 | Corvette Racing           | Chevrolet Corvette C7.R   | Tommy Milner       | Simon Pagenaud    | Ausfall                 | Defekt           |
| 2016 | Corvette Racing           | Chevrolet Corvette C7.R   | Tommy Milner       | Marcel Fässler    | Rang 10 und Klassensieg |                  |
| 2017 | Corvette Racing           | Chevrolet Corvette C7.R   | Tommy Milner       | Marcel Fässler    | Ausfall                 | Defekt           |
| 2018 | Corvette Racing           | Chevrolet Corvette C7.R   | Tommy Milner       | Marcel Fässler    | Rang 15                 |                  |
| 2019 | Corvette Racing           | Chevrolet Corvette C7.R   | Tommy Milner       | Marcel Fässler    | Rang 18                 |                  |
| 2020 | Corvette Racing           | Chevrolet Corvette C8.R   | Tommy Milner       | Marcel Fässler    | Rang 26                 |                  |

### Einzelergebnisse in der FIA-Langstrecken-Weltmeisterschaft
| Saison  | Team                                | Rennwagen                                        | 1   | 2   | 3   | 4   | 5   | 6   | 7   | 8   | 9   |
| ------- | ----------------------------------- | ------------------------------------------------ | --- | --- | --- | --- | --- | --- | --- | --- | --- |
| 2012    | Corvette Racing                     | Chevrolet Corvette C6.R                          | SEB | SPA | LEM | SIL | SAO | BAH | FUJ | SHA |     |
| 2012    | Corvette Racing                     | Chevrolet Corvette C6.R                          | 20  |     | DNF |     |     |     |     |     |     |
| 2013    | Corvette Racing Aston Martin Racing | Chevrolet Corvette C6.R Aston Martin Vantage GTE | SIL | SPA | LEM | SAO | AUS | FUJ | SHA | BAH |     |
| 2013    | Corvette Racing Aston Martin Racing | Chevrolet Corvette C6.R Aston Martin Vantage GTE |     |     | 22  |     | DNF |     |     |     |     |
| 2014    | Corvette Racing                     | Chevrolet Corvette C7.R                          | SIL | SPA | LEM | AUS | FUJ | SHA | BAH | SAO |     |
| 2014    | Corvette Racing                     | Chevrolet Corvette C7.R                          | 20  |     |     |     |     |     |     |     |     |
| 2015    | Corvette Racing                     | Chevrolet Corvette C7.R                          | SIL | SPA | LEM | NÜR | AUS | FUJ | SHA | BAH |     |
| 2015    | Corvette Racing                     | Chevrolet Corvette C7.R                          | 17  |     |     |     |     |     |     |     |     |
| 2016    | Corvette Racing                     | Chevrolet Corvette C7.R                          | SIL | SPA | LEM | NÜR | MEX | AUS | FUJ | SHA | BAH |
| 2016    | Corvette Racing                     | Chevrolet Corvette C7.R                          | DNF |     |     |     |     |     |     |     |     |
| 2017    | Corvette Racing                     | Chevrolet Corvette C7.R                          | SIL | SPA | LEM | NÜR | MEX | AUS | FUJ | SHA | BAH |
| 2017    | Corvette Racing                     | Chevrolet Corvette C7.R                          | 24  |     |     |     |     |     |     |     |     |
| 2018/19 | Corvette Racing                     | Chevrolet Corvette C7.R                          | SPA | LEM | SIL | FUJ | SHA | SEB | SPA | LEM |     |
| 2018/19 | Corvette Racing                     | Chevrolet Corvette C7.R                          |     | DNF |     |     | 17  |     |     | DNF |     |
| 2021    | Corvette Racing                     | Chevrolet Corvette C8.R                          | SPA | POR | MON | LEM | BAH | BAH |     |     |     |
| 2021    | Corvette Racing                     | Chevrolet Corvette C8.R                          | 18  |     |     |     |     |     |     |     |     |